# Wolfgang Stein
Wolfgang Stein (* 21. Oktober 1943) ist ein ehemaliger Tischtennisnationalspieler der DDR. Er wurde sechsmal DDR-Meister und fünfmal Mannschaftsmeister.

## Erfolge
Der Linkshänder Stein gehörte in den 1960er Jahren zu den besten Spielern der DDR. Er begann seine Karriere 1963 beim BSG Carl Zeiss Jena, mit dem er bis 1970 in der DDR-Oberliga spielte und 1967/68 und 1968/69 die DDR-Mannschaftsmeisterschaft gewann. 1970 wechselte er zu BSG Elektronik Gornsdorf. Mit diesem Verein wurde er noch dreimal Meister, nämlich 1984/85, 1985/86 und 1988/90.
Von 1965 bis 1967 errang Stein drei Mal in Folge den DDR-Meistertitel im Doppel, 1965 mit Lothar Pleuse, danach zweimal mit Heribert Zitzmann. 1967 und 1968 gewann er den Titel im Einzel, 1969 im Mixed mit Doris Hovestädt.
Der DDR-Verband DTTV nominierte Stein 1964 für die Europameisterschaft sowie 1965 und 1967 für die Weltmeisterschaft.
Nach der Saison 1990/91 mit BSG Elektronik Gornsdorf in der Zweiten Bundesliga beendete Stein seine aktive Laufbahn als Leistungssportler und gründete in Chemnitz-Rabenstein einen Tischtennisshop, den er noch heute betreibt. 1994 wurde er Mitglied beim Landesligisten Lok Chemnitz.
In der Saison 2011/2012 schlägt Stein für die 3. Mannschaft des Amateurvereins SG Handwerk Rabenstein in der untersten Spielklasse auf.

## Turnierergebnisse
| Verband | Veranstaltung     | Jahr | Ort       | Land | Einzel    | Doppel     | Mixed     | Team |
| ------- | ----------------- | ---- | --------- | ---- | --------- | ---------- | --------- | ---- |
| GDR     | Weltmeisterschaft | 1967 | Stockholm | SWE  | letzte 32 | letzte 128 | letzte 64 | 11   |
| GDR     | Weltmeisterschaft | 1965 | Ljubljana | YUG  | Qual      | letzte 32  | letzte 32 | 15   |